# Agrupación al Servicio de la República
L'Agrupación al Servicio de la República va ésser una organització política constituïda a Catalunya al juliol del 1931 com a "sección o sucursal" de l'entitat del mateix nom fundada per José Ortega y Gasset, Gregorio Marañón, Ramón Pérez de Ayala i Felipe Sánchez-Román y Gallifa a Madrid el 10 de febrer del mateix any.
Pretenia "corregir los vicios y las imperfecciones del Estado Español, mediante la difusión de los principios del derecho público moderno y la educación del pueblo para el desempeño de su función de rector y director único de la vida pública".
En formaven el Comitè directiu: José M. Vila Coro (advocat, president), José Calvo Mínguez (secretari), Valentín F. Navarro Azpeitia (notari), Adolfo Garro Alonso (enginyer), Rafael García Fando (catedràtic) i Ernesto Freixas Socias (enginyer). La manca d'un programa polític específic provocà que la majoria dels membres es passessin a altres formacions republicanes, com Acció Republicana i Izquierda Republicana, i desaparegué el 13 d'octubre de 1933.